# Алексеев, Николай Александрович (активист)
Никола́й Алекса́ндрович Алексе́ев (род. 23 декабря 1977 года, Москва) — российский правозащитник и активист ЛГБТ-движения, основатель правозащитного проекта GayRussia.Ru, глава Московского гей-прайда. Открытый гей.
Николай Алексеев приобрёл широкую известность как организатор гей-прайда в Москве, а также благодаря ряду судебных тяжб за соблюдение прав человека в отношении ЛГБТ. 21 октября 2010 года Николай Алексеев выиграл процесс против России в Европейском суде по правам человека, который единогласно постановил, что, запрещая гей-прайды, российские власти нарушили три статьи Европейской конвенции по правам человека: право на свободу собраний, на защиту от дискриминации и на судебную защиту. 25 октября 2013 года Комитет по правам человека ООН в Женеве удовлетворил жалобу Николая Алексеева против России на отказ московских властей в согласовании проведения заявленного им пикетирования посольства Ирана в Москве в июле 2008 года с целью осуждения казней несовершеннолетних и геев в этом исламском государстве. Комитет пришёл к выводу, что российские власти нарушили в отношении Николая Алексеева статью 21 Международного пакта о гражданских и политических правах, гарантирующую каждому право на свободу мирных собраний. 4 мая 2012 года Николай Алексеев стал первым человеком, осуждённым на основании петербургского Закона о запрете пропаганды гомосексуализма, принятого в 2012 году по инициативе депутата Законодательного Собрания города Виталия Милонова. Мировой судья оштрафовала гей-активиста на 5 000 рублей за одиночный пикет 12 апреля 2012 года, через две недели после вступления Закона в силу, у входа в Смольный — Администрацию Санкт-Петербурга с плакатом, на котором была написана цитата легендарной советской актрисы Фаины Раневской «Гомосексуализм — это не извращение. Извращение — это хоккей на траве и балет на льду!» Николай Алексеев обжаловал своё привлечение к административной ответственности в Европейском суде по правам человека, где вынесение постановления ожидается
8 июня 2016 года Государственный Совет швейцарского кантона Женева издал Указ о присвоении Николаю Алексееву гражданства Швейцарской Конфедерации. В день официальной церемонии, прошедшей 13 декабря 2016 года, Николай Алексеев стал гражданином Швейцарской Конфедерации.

## Биография
Николай Алексеев родился и вырос в Москве в семье инженеров. Учился в музыкальной школе, в 1995 году окончил среднюю школу с углублённым изучением английского языка, после чего поступил на факультет государственного управления Московского государственного университета имени М. В. Ломоносова.
Во время учёбы в университете Николая Алексеева особо привлёк курс конституционного права. Летом 1996, 1997 и 1998 годов он проходил студенческую практику в секретариате Конституционного суда РФ в Москве, в том числе, помогая судье готовить материалы и делать заключения по различным делам, находившимся на рассмотрении Суда.
В 1998 году, будучи студентом третьего курса, Николай Алексеев опубликовал в издательстве «Белые Альвы» первую монографию «Жалобы граждан в Конституционный суд: исторический экскурс, практика европейских стран, правовые аспекты подачи и рассмотрения». На вырученный гонорар он отправился в первое заграничное путешествие в Лондон. Летом 1999 года два месяца проходил стажировку по английскому языку в Великобритании.
С ноября 2000 года по февраль 2001 года Николай Алексеев работал специальным корреспондентом российской ежедневной газеты «Сегодня», освещая события в Великобритании.
В 2000 году, защитив дипломную работу по теме «Палата лордов Британского парламента», с золотой медалью и красным дипломом окончил факультет государственного управления Московского государственного университета имени М. В. Ломоносова. Затем он решил посвятить себя науке и остался на факультете государственного управления в МГУ, где продолжил обучение в аспирантуре по специальности «конституционное, муниципальное и административное право».
Изначально в качестве темы будущей диссертации была утверждёна «Палата лордов», но Николай Алексеев решил изменить её на более актуальную и волнующую его тему прав сексуальных меньшинств. В своей работе он хотел описать сексуально-правовую революцию и систематизировать западный опыт, чтобы потом можно было перейти к реальным предложениям для улучшения ситуации в России. Летом 2001 года во время поездки во Францию он написал монографию «Правовое регулирование положения сексуальных меньшинств: Россия в свете практики международных организаций и законодательства стран мира». Однако, по словам Алексеева, изменение темы диссертации вызвало недовольство руководства кафедры и факультета, в связи с чем в ноябре 2001 года он был вынужден покинуть аспирантуру.
В начале 2002 года, через месяц после ухода Николая Алексеева из МГУ, его исследование было опубликовано издательством «БЕК» в качестве монографии, а в июне это же издательство выпустило его вторую книгу «Гей-брак. Семейный статус однополых пар в международном, национальном и местном праве», посвящённую широкому обзору правового регулирования однополых семейных союзов в странах мира.
В 2003 году Николай Алексеев выпустил монографию, посвящённую истории и современности верхней палаты британского парламента — «Палата лордов Британского парламента: от суда короля Эгберта до революции премьера Т. Блэра (825—2003 гг.)».
В 2004 году Николай Алексеев подал на МГУ в суд, заявив, что он стал жертвой дискриминации по признаку сексуальной ориентации. Никулинский районный суд Москвы оставил иск Николая Алексеева к МГУ без удовлетворения, не найдя фактов дискриминации по признаку сексуальной ориентации. Московский городской суд своим определением отклонил кассационную жалобу заявителя, оставив в силе решение суда первой инстанции. Позднее, в мае 2006 года, Николай Алексеев обратился со своей первой жалобой против России в Европейский суд по правам человека, потребовав осуждения российских властей за нарушение его права на образование, право на неприкосновенность частной жизни и защиту от дискриминации. Страсбургский суд зарегистрировал жалобу под номером 9689/06, однако, по состоянию на 2011 год не начал её рассмотрение.
После суда с МГУ, а также неудачной попытки Мишина и Мурзина зарегистрировать однополый брак в России Николай Алексеев принял решение посвятить себя борьбе за права геев, лесбиянок, и трансгендерных людей в России. В интервью «In These Times» он заявил: «в тот момент я понял, что не смогу изменить что-либо в России одним написанием книг», «я должен быть вовлечён в активизм и попытаться добиться изменений в вопросе прав ЛГБТ». 17 мая 2005 года Николай Алексеев объявил об учреждении в Москве российского правозащитного ЛГБТ-проекта GayRussia.Ru. В этом же году он вошёл в Комитет Международного дня противостояния гомофобии и трансфобии.

## Личная жизнь
5 сентября 2008 года Николай Алексеев заключил однополый брачный союз. Свадебная церемония состоялась в мэрии Женевы на основании федерального закона о зарегистрированном партнёрстве. Избранником Николая стал гражданин Швейцарии по имени Пьер (фамилия публично не разглашается), с которым они состоят в семейных отношениях с ноября 1999 года. Николай Алексеев отметил, что это был первый в России случай юридического вступления публичным человеком в однополый брак. Детей у пары нет, однако в будущем планируются.
В интервью 2006 года он назвал себя православным верующим, однако добавил, что думает прекратить причислять себя к церкви и перейти в буддизм, так как «это самая толерантная религия в мире». В радиопередаче 2012 года на вопрос о том, является ли верующим, ответил: «да, по крайней мере, не считаю себя атеистом».
Описывая особенности личности Николая, его соратник Анна Комарова отмечает: «Он сложный человек, отнюдь не мягкая личность. Но люди, которые не любят напрягаться, выбирают себе другие занятия».
Николай Алексеев владеет английским и французским языками. Любит путешествовать, побывал в более чем сорока странах мира. Увлекается спортом: футболом, беговыми и горными лыжами.

## Деятельность

### Борьба за свободу собраний
«Смысл проведения такого парада — это показать, что геи существуют, что геи тоже люди, и что они имеют право на свободу выражения своих мнений».

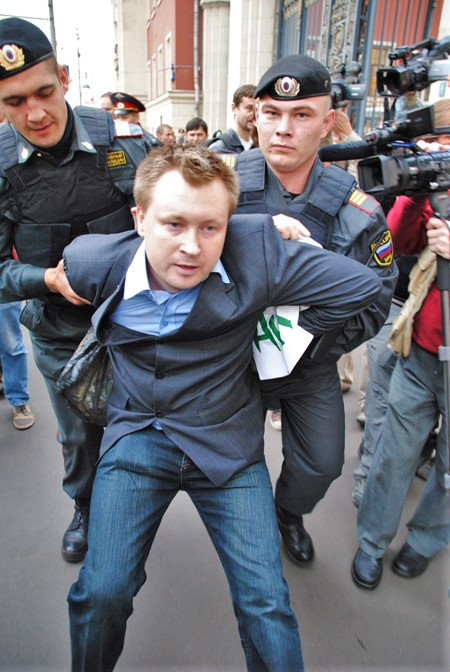
Милиция задерживает организатора Московского гей-прайда Николая Алексеева 21 сентября 2010 года

В июле 2005 года Николай Алексеев заявил о начале кампании за свободу собраний для геев и лесбиянок в России в форме проведения шествия гей-прайда. Планы проведения в Москве первого гей-прайда в мае 2006 года были впервые озвучены Николаем Алексеевым в ходе совместной с Евгенией Дебрянской пресс-конференции, посвящённой осуждению казней подростков-геев в Иране, которая состоялась в пресс-центре «Национальной информационной группы» в Москве 28 июля 2005 года.
Некоторые российские активисты гей-движения отмежевались от намерения Николая Алексеева, назвав инициативу «провокацией чиновников», придуманной в результате визита Николая Алексеева в Администрацию президента РФ. На следующий же день мэр Москвы Юрий Лужков заявил, что он не получал заявок на проведение гей-парадов в столице, но если такая заявка поступит, то он ответит отказом. По словам мэра, он «стоит на защите интересов москвичей, а жители столицы категорически не поддержали бы такую инициативу». Ситуация вокруг запрета и дальнейшего разгона гей-прайда в Москве вызвала широкий общественный резонанс и интенсивную дискуссию вокруг темы соблюдения прав человека в отношении геев и лесбиянок.
С этого времени основной стратегией Николая Алексеева и его организации стало создание информационного поля вокруг Московского гей-прайда (и других публичных акций), с помощью которого он намеревался привлечь максимально возможное внимание к вопросам прав человека в отношении ЛГБТ в России. Николай Алексеев на протяжении нескольких лет являлся официальным заявителем практически всех публичных мероприятий Московских гей-прайдов, а также ряда других публичных акций в поддержку прав ЛГБТ-сообщества в Москве, Рязани и Тамбове. Ни одно из этих мероприятий разрешёно не было, а сам Николай Алексеев во время них неоднократно подвергался нападениям и задержаниям. Второй составляющей стратегии стало судебное отстаивание прав человека в отношении ЛГБТ. Николай Алексеев официально является истцом большинства инициированных проектом GayRussia.Ru судебных исков.
Борьба за свободу собраний для ЛГБТ посредством проведения пикетов и прочих публичных акций гей-прайда в Москве, невзирая на запреты властей, а также последовательное обжалование всех запретов публичных мероприятий ЛГБТ-сообщества вплоть до Европейского суда по правам человека сделали Николая Алексеева заметной медийной фигурой. В публикациях СМИ его часто называют «лидером российского гей-движения», однако, многие гей-активисты отрицают его лидерство как таковое, другие апеллируют к тому, что в России не существует целостного ЛГБТ-движения, равно как и единого лидера такого движения, а сам Алексеев неоднократно заявлял, что не является представителем всех российских геев.
С 2005 года Николай Алексеев как глава правозащитного проекта GayRussia.Ru стал инициатором около двух сотен публичных акций и целого ряда судебных исков, каждый из которых доводился до Европейского суда по правам человека. При этом он неоднократно подчёркивал, что является сторонником соблюдения права на свободу собраний для всех людей, в том числе для противников гей-прайда. Николай Алексеев поддержал Стратегию 31.
21 октября 2010 года Николай Алексеев выиграл первый процесс против России в ЕСПЧ. Страсбургский суд единогласно постановил, что, запрещая гей-прайды в 2006, 2007 и 2008 годах, российские власти нарушили три статьи Европейской конвенции по правам человека: право на свободу собраний, на защиту от дискриминации и на судебную защиту. При этом Николай Алексеев считает эту судебную победу важной не только в плане проведения гей-прайда в России, но и для свободы собраний в России вообще. Однако, в 2011 году власти России снова запретили гей-прайды в Москве и Санкт-Петербурге. В 2016 году ЛГБТ-активисты подали заявки на проведение гей-парадов в 53 регионах России. По заявлению Алексеева, каждый отказ властей региона будет оспариваться в судебном порядке. Алексеев заявил: «Россия не останется в стороне. Если мы хотим идти по демократическому пути, то других вариантов быть не может.». 31 октября активисты подали в суд на Пермскую городскую думу, наложившую запрет на проведение гей-парада. Алексеев заявил: «Мы не занимаемся гей-пропагандой, не вовлекаем несовершеннолетних в ЛГБТ-движение. Тематика наших акций правозащитная. Чиновники трактуют Закон о защите детей от вредной информации, как им удобно. Между тем Конституционный суд РФ уже пришёл к выводу, что этот закон не препятствует проведению публичных мероприятий».

### Борьба с возбуждением ненависти и вражды, призывами к насилию
«Мы добиваемся привлечения внимания к проблеме гомофобии и дискриминации лиц гомосексуальной ориентации в России. Существует колоссальнейшая дискриминация и на рабочем месте, и в обществе. В отношении политиков, которые делают гомофобные ненавистнические заявления, ничего не делается, чтобы прекратить эту практику».
Николай Алексеев является сторонником применения 282 Уголовного Кодекса РФ к политикам, чиновникам и общественным деятелям, возбуждающим ненависть или вражду по отношению к людям по признаку их сексуальной ориентации или гендерной идентичности, он является одним из соучредителей организации «Статья 282».
В 2005 году Николай Алексеев вместе с соратниками добивался возбуждения уголовного дела в отношении лидера правозащитного комитета «Презумпция» из Краснодара Альберта Гаямяна по факту его гомофобных высказываний во время несанкционированного митинга в центре кубанской столицы в октябре 2005 года, в то время как прокуратура вынесла Альберту Гаямяну лишь предостережение.
В 2006 году Николай Алексеев и гей-активист Николай Баев безуспешно добивались возбуждения уголовного дела в отношении муфтия Талгата Таджуддина, заявившего, что геев, которые выйдут на гей-парад, нужно «лупить», что «все нормальные люди будут делать это», что «у геев нет никаких прав», поскольку пророк Мухаммед призывал убивать гомосексуалов.
В 2008 году Николай Алексеев и гей-активисты Николай Баев и Кирилл Непомнящий добивались возбуждения уголовного дела в отношении губернатора Тамбовской области Олега Бетина, который выразил мнение, что «гомиков нужно рвать и их куски бросать по ветру». Все российские суды, включая Верховный суд РФ, признали отказ в возбуждении дела законным, после чего гей-активисты обратились с жалобой в Европейский суд по правам человека.
В 2010 году предприниматель Герман Стерлигов в эфире радио «Эхо Москвы» заявил, что геев надо убивать, это вызвало жалобу со стороны проекта GayRussia.Ru в Генпрокуратуру.

### Борьба за признание однополых браков
В мае 2009 года Николай Алексеев начал поднимать вопрос о признании в России однополых браков. Он стал адвокатом и советником пары лесбиянок Ирины Федотовой (Фет) и Ирины Шипитько, которые попытались вступить в брак в Тверском ЗАГСе Москвы, но получили отказ, который позже подтвердили Тверской районный суд столицы и Московский городской суд. В октябре 2009 года Николай Алексеев организовал свадьбу двух Ирин в канадском Торонто. В июле 2010 года пара обратилась с жалобой против России на отказ в регистрации брака в Европейский суд по правам человека.
В ноябре 2009 года Николай Алексеев стал одним из учредителей организации «Движение за брачное равноправие», целью которой была объявлена борьба за легализацию однополых браков. В январе 2010 года Главное управление Министерства юстиции по городу Москве отказало организации в регистрации. 20 июля 2010 года Гагаринский районный суд Москвы признал отказ в регистрации законным, после чего учредители обратились с кассационной жалобой в Московский городской суд. 20 декабря 2010 года Мосгорсуд признал законным отказ в регистрации «Движения за брачное равноправие». В мае 2011 года учредители движения обжаловали отказ в Европейском суде по правам человека.

### Борьба за снятие запрета на донорство крови гомосексуалами
На протяжении нескольких лет Николай Алексеев выступал за отмену отвода от донорства крови лиц гомосексуальной ориентации, предусмотренного в прошлом Инструкцией Минздрава от 14 сентября 2001 года. 14 сентября 2007 года гей-активисты организовали пикет против запрета, запрещённый московскими властями и разогнанный милицией.
Гей-активисты обращались с письмами в Минздрав и к Генпрокурору с требованием пересмотреть приказ этого ведомства, запрещающий гомосексуалам становиться донорами, рассматривая этот запрет дискриминационным. Минздрав отвечал, что «работает над изменением нормативной правовой базы». 16 апреля 2008 года министр здравоохранения и социального развития РФ Татьяна Голикова издала приказ «О внесении изменений в приказ Министерства здравоохранения Российской Федерации от 14 сентября 2001 г. № 364 „Об утверждении порядка медицинского обследования донора крови и её компонентов“» и с 13 мая 2008 года гомосексуалы были исключены из перечня противопоказаний к донорству крови и её компонентов. Это событие стало первым законодательным изменением в России в пользу ЛГБТ-людей с момента отмены уголовного преследования за гомосексуальные отношения в 1993 году. Журналист газеты The New York Times Майкл Швирц в публикации, посвящённой Николаю Алексееву, отнёс снятие запрета к числу «значительных успехов» усилий Николая Алексеева наряду с решением ЕСПЧ о незаконности запретов гей-парадов.

### Борьба против закрытия гей-клуба «Душа и тело»
В августе 2009 года префект Северного административного округа Москвы Олег Митволь заявил о намерении добиться закрытия ведущего гей-клуба столицы «Душа и тело», обвинив заведение в «моральном разложении граждан». Николай Алексеев и его сторонники поддержали кампанию против закрытия клуба. В октябре 2009 года Николай Алексеев принял участие в пресс-конференции с участием звезд российской эстрады против закрытия клуба, которая состоялась в помещении «Независимого пресс-центра» в Москве. В мероприятии приняли участие певица Лолита, группа «Мираж», певец Шура, а также общественный деятель и писатель Мария Арбатова. Клуб был закрыт, однако в сентябре 2010 года Арбитражный суд Москвы признал его закрытие незаконным.

### Борьба против запретов пропаганды гомосексуализма
В марте 2009 года Николай Алексеев вместе с Николаем Баевым и Ириной Фет инициировал кампанию против действующего в Рязани закона о запрете пропаганды гомосексуализма несовершеннолетним, активисты считают, что этот закон ограничивает право на свободу слова. Рязанские суды и Конституционный суд РФ признали ограничения в этом регионе правомерными. В настоящее время данное дело находится на рассмотрении в Европейском суде по правам человека и Комитете по правам человека ООН.
12 апреля 2012 года Николай Алексеев провёл одиночный пикет в Санкт-Петербурге с плакатом, на котором были написаны слова Фаины Раневской: «Гомосексуализм — не извращение. Извращение — это хоккей на траве и балет на льду!». В интервью журналистам он пояснил, что целью пикета было доказать, что гомосексуальность не является каким-либо отклонением, а гомосексуальные люди имеют такие же права, как и другие. Во время проведения пикета Алексеев был задержан полицией в связи с недавно принятым в Санкт-Петербурге законом против пропаганды гомосексуализма несовершеннолетним. 4 мая ему был вынесен обвинительный приговор за нарушение этого закона и предъявлен штраф в 5000 рублей. Приговор стал первым случаем применения этого закона. В связи с этим Алексеев выразил своё удовлетворение, заявив, что факт применения закона на практике открывает широкие возможности по его обжалованию в Конституционном суде РФ и Европейском суде по правам человека. Он сообщил о своём намерении осуществить это.
14 мая Николай Алексеев обжаловал решение в Смольнинском районном суде Петербурга как нарушающее российскую Конституцию и Европейскую конвенцию о защите прав человека и основных свобод. 16 мая он обратился в Уставной суд Петербурга с жалобой, в которой просит проверить соответствие закона о запрете пропаганды гомосексуализма среди несовершеннолетних городскому уставу. В июне 2012 года Николай Алексеев обжаловал санкт-петербургский закон в Европейском суде по правам человека.

### Международное сотрудничество
Николай Алексеев начал активно участвовать в кампании Международного дня противостояния гомофобии (IDAHO) в апреле 2005 года, когда он впервые встретился с основателем дня Луи-Жоржем Таном. Николай Алексеев согласился стать координатором IDAHO в России. В 2005 году Николай Алексеев предложил Луи-Жоржу Тану провести первую международную конференцию IDAHO в российской столице 26-27 мая 2006 года в рамках первого фестиваля Московского гей-прайда. Итоговую пресс-конференцию съезда, состоявшуюся за три часа до начала публичной акции гей-прайда, посетило большое количество журналистов. В 2006 году Николай Алексеев стал исполнительным секретарём расположенного в Париже Комитета IDAHO сразу же после официальной регистрации организации французскими властями. В 2008 году он занял пост вице-президента Комитета IDAHO. В феврале 2009 года Николай Алексеев принял участие в признании Международного Дня противостояния гомофобии и трансфобии в Люксембурге, поддержав местного депутата от партии Зелёных Жана Хюсса внести соответствующую резолюцию на рассмотрение парламента страны. 23 апреля 2009 года резолюция была одобрена единогласно. В настоящее время деятельность Николая Алексеева в рамках Комитета IDAHO сводится к расширению сети координаторов организации по всему миру, в частности, в Азии.
В октябре 2009 года Николай Алексеев стал региональным директором по Восточной Европе Международной ассоциации организаторов прайдов InterPride и вошёл в состав совета директоров этой организации.
Николай Алексеев является одним из организаторов движения Славянского гей-прайда, объединяющего активистов России, Белоруссии и Украины. В рамках коалиции были проведёны гей-прайды в Москве, Санкт-Петербурге и Минске.

### Судебные дела против России в ЕСПЧ и Комитете по правам человека ООН

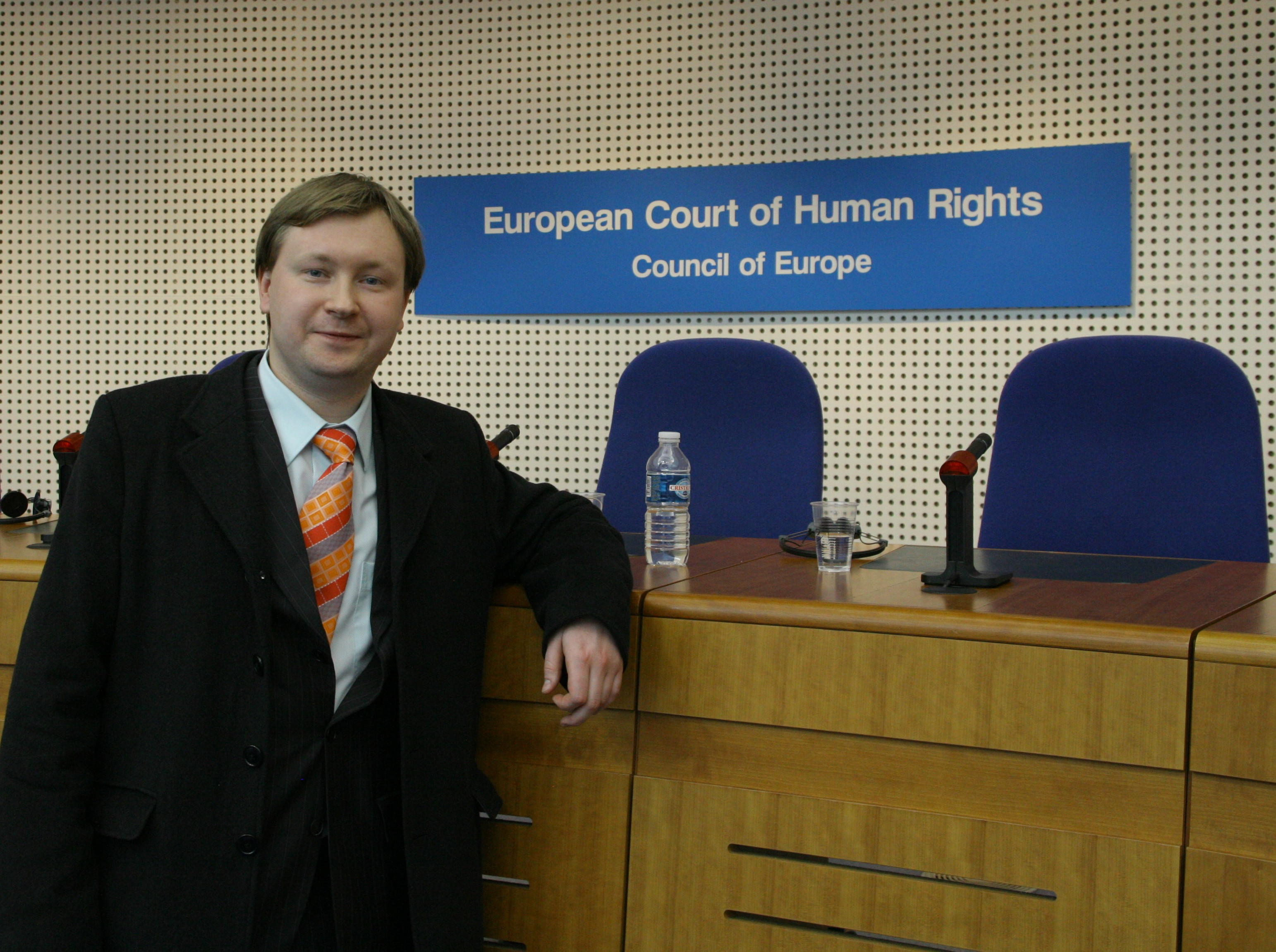
В Европейском суде по правам человека 25 февраля 2010 года

Николай Алексеев являлся автором нескольких десятков жалоб (в том числе совместных) против России в Европейском суде по правам человека.
17 сентября 2009 года Европейский суд по правам человека начал рассмотрение жалобы Николая Алексеева на запрет шествий и пикетов гей-прайдов в Москве в 2006, 2007 и 2008 годах. Данное дело касалось запрета на проведение 164 публичных мероприятий. ЕСПЧ объединил жалобы в одно производство под грифом «Alekseyev vs Russia» — «Алексеев против России».
21 октября 2010 года ЕСПЧ вынес решение в пользу заявителя, признав запреты публичных ЛГБТ-акций со стороны российских властей неправомерными. В результате рассмотрения дела Европейским судом по правам человека было вынесено решение по существу: нарушение статьи 11 (право на свободу собраний), 14 (запрет дискриминации) и 13 (право на эффективное средство правовой защиты) Европейской конвенции о защите прав человека и основных свобод. Общая сумма компенсации, подлежащая выплате заявителю, составляет 29 тысяч евро.
21 января 2011 года представители России в Европейском суде по правам человека обжаловали указанное решение в Большую палату ЕСПЧ. 11 апреля 2011 года ЕСПЧ окончательно признал неправомерными запреты гей-прайдов в Москве и оставил вердикт в силе. В конце июля 2011 года российские власти выплатили гей-активистам финансовую компенсацию, утверждённую вердиктом ЕСПЧ. Николай Алексеев в связи с этим отметил, что данная выплата — лишь этап в выполнении вердикта, в то время как гей-активисты намерены добиваться разрешения публичных ЛГБТ-акций.
2 мая 2012 года Николай Алексеев от своего имени и от имени своей матери Ирины Алексеевой подал жалобу в ЕСПЧ по поводу запрета московскими властями гей-парада в 2011 году.
В ноябре 2018 года ЕСПЧ вновь признал нарушение прав Алексеева со стороны властей Российской Федерации (несогласование гей-парадов), но отказался присуждать Алексееву какую-либо компенсацию. В ответ Алексеев сделал ряд негативных высказываний в отношении ЕСПЧ в связи с его решениями по жалобам ЛГБТ-активистов. В июле 2019 года ЕСПЧ по жалобе Николая Алексеева вынес решение, в котором признал злоупотребление со стороны Алексеева правом на подачу жалобы в связи с его оскорбительными высказываниями в социальных сетях в адрес ЕСПЧ. В связи с этими словами Алексеева ЕСПЧ отказался рассматривать его жалобу и отметил:

Неприемлемо искать защиты у суда, к которому [истец] потерял всякое доверие
16 января 2020 года ЕСПЧ вынес решение по делу «Алексеев и другие против России». В рамках этого дела ЕСПЧ объединил жалобы нескольких заявителей (в том числе Николая Алексеева), которые оспаривали запрет властями в России гей-парадов. Почти каждая из этих жалоб была подана несколькими лицами (в том числе Алексеевым). В ходе рассмотрения дела жалобы Алексеева были признаны неприемлемыми за оскорбительные высказывания в адрес ЕСПЧ. Однако жалобы других заявителей ЕСПЧ рассмотрел и признал, что власти России нарушили их права (впрочем, никакой компенсации ЕСПЧ заявителям не назначил).
Помимо дел в Европейском суде, Николай Алексеев является заявителем по делу против России в Комитете по правам человека ООН. Дело касается запрета пикета около посольства Ирана в Москве 19 июля 2008 года с целью осуждения казней несовершеннолетних и гомосексуалов в этом исламском государстве. В жалобе подчёркивается, что, запретив проведение пикета, российские власти нарушили статью 21 Международного Пакта о гражданских и политических правах, гарантирующую право на свободу собраний для всех. Дело было инициировано 26 марта 2009 года. Это первый случай, когда дело против России по вопросу нарушения прав ЛГБТ-граждан было направлено в ООН. По состоянию на июль 2011 года Комитет не вынес решения по делу.

## Эпизоды, вызвавшие резонанс
Николай Алексеев известен рядом «нашумевших» историй и случаев, получивших общественный резонанс.

### Эпизод с радужным флагом на саммите мэров
В феврале 2007 года в Великобритании состоялся саммит мэров Лондона, Парижа, Берлина, Москвы и Пекина.
После завершения пресс-конференции саммита в мэрии британской столицы Николай Алексеев поднял над головой у Юрия Лужкова флаг с символикой Московского гей-прайда, после чего пресс-секретарь мэра Сергей Цой попытался его вырвать. Николай Алексеев обратился в Скотленд-Ярд с требованиями возбудить в отношении Сергея Цоя уголовное дело. Эпизод получил широкое освещение в российских и британских СМИ.

### Инцидент с Александром Чуевым
21 июня 2007 года Николай Алексеев участвовал в телепередаче НТВ «К барьеру!», где его оппонентом выступил депутат Государственной думы Александр Чуев, инициировавший законопроект о введении уголовной ответственности за пропаганду гомосексуализма среди несовершеннолетних. В ходе программы Александр Чуев обвинил Николая Алексеева в связях с олигархом Борисом Березовским и назвал экстремистом. В финальном раунде Николай Алексеев назвал Александра Чуева «геем, трусом и лицемером». Спустя неделю депутат потребовал возбуждения в отношении Николая Алексеева уголовного дела, что было сделано отделом дознания ГУВД Москвы. В результате мирового соглашения сторон дело было закрыто судом. После инициированного Александром Чуевым процесса Николай Алексеев также потребовал возбуждения уголовного дела в отношении депутата по статьям о клевете и оскорблении Уголовного Кодекса РФ, но ему было отказано.
2 декабря 2007 года Александр Чуев не смог добиться переизбрания в Государственную думу. Три дня спустя в интервью информационному агентству «Русская линия» причину своего поражения он описал следующим образом: «После конфликта с гомосексуалистами меня по решению руководства нашей партии переставили из Ярославского отделения, которое я возглавлял и от которого я бы прошёл в Думу, на Хабаровское, где меня меньше знают. В Ярославской области я подготовил организацию, у меня была сильная партийная ячейка, мой личный рейтинг составлял 12%. Однако перед самыми выборами руководство „Справедливой России“ приняло это весьма странное решение. Могу сказать по этому поводу только одно: у гомосексуалистов, как оказалось, очень длинные руки, и я вынужден констатировать — 1:0 в их пользу». Законопроект Александра Чуева о запрете пропаганды гомосексуализма был отклонён депутатами лишь 8 мая 2009 года.

### Задержание в аэропорту Домодедово
В сентябре 2010 года большой резонанс СМИ, как российских, так и зарубежных, получило освещение события задержания Николая Алексеева в аэропорту Домодедово. 15 сентября появились сообщения, что Николай Алексеев был задержан во время посадки на рейс Москва—Женева, после чего его местонахождение не было известно. Пресс-служба аэропорта утверждала, что Алексеев был задержан по причине отказа снять обувь во время стандартной процедуры осмотра.
В дальнейшем появились сообщения о том, что Николай Алексеев, якобы, хочет получить политическое убежище в Белоруссии и отказывается от иска в ЕСПЧ по поводу запретов гей-прайдов. Соратники Алексеева из движения GayRussia.Ru категорически отвергли такую возможность событий. Они выразили уверенность, что Алексеев где-то удерживается насильно, подвергаясь психологическому и, возможно, физическому давлению.
Событие вызвало реакцию на международном уровне. Министр иностранных дел Франции Бернар Кушнер потребовал предоставить свободу передвижений Николаю Алексееву во время встречи с министром иностранных дел России Сергеем Лавровым. 

«Франция выражает свою глубокую озабоченность задержанием Алексеева в Москве в том время, как он должен был прибыть в Женеву, — заявил на пресс-конференции представитель МИД Франции Бернар Валеро. — Мы призываем российские власти уважать право собраний и слова и не притеснять Алексеева».
Британский депутат Европарламента Сара Лудфорд выразила «глубокую озабоченность» в связи с задержанием Николая Алексеева. Она осудила государственную гомофобию России и других стран Восточной Европы и обратилась к Евросоюзу с призывом оказывать давление по соблюдению прав ЛГБТ на эти страны. Депутат Бундестага от партии Зелёных Фолькер Бек выразил протест российским властям, а партия Зелёных выпустила специальное заявление по поводу задержания Николая Алексеева.
Международная ассоциация лесбиянок и геев потребовала немедленного освобождения Николая Алексеева. Крупнейшая немецкая ЛГБТ-организация «Союз геев и лесбиянок Германии» организовала акцию протеста перед посольством России в Германии.
После этих событий Николай Алексеев появился в Москве. Он сообщил, что не был в Белоруссии и не собирался отказываться от иска в ЕСПЧ. Он подтвердил версию о насильственном удержании его неизвестными лицами в штатской одежде, и что от него добивались подписания бумаги об отказе от жалобы в ЕСПЧ. «Подписывать я ничего не стал, несмотря на настоятельные „советы“ не идти на конфликт с властями», — заявил Алексеев в интервью Русской службе Би-би-си.

### Судебный иск против Людмилы Алексеевой
В октябре 2010 года Николай Алексеев подал судебный иск о защите деловой репутации против главы МХГ Людмилы Алексеевой. Поводом послужило высказывание правозащитницы в эфире радиостанции «Эхо Москвы», в котором она назвала Николая Алексеева «человеком, который часто врёт». Объясняя в дальнейших своих интервью причину такого мнения, Людмила Алексеева сослалась на инцидент, произошедший в 2007 году.
15 мая 2007 году в офисе Московской Хельсинкской группы была организована пресс-конференция, посвящённая предстоявшему в Москве второму гей-прайду. Перед началом пресс-конференции произошёл конфликт. В конференц-зале, несмотря на то, что ранее была достигнута договорённость об его отсутствии, появился депутат Госдумы от ЛДПР Алексей Митрофанов. Правозащитники обвиняли депутата в национализме и ксенофобии и в связи с этим возражали против его присутствия. В частности, представители движения гражданских действий «ГРОЗА» непосредственно на пресс-конференции распространили заявление о недопустимости сотрудничества гей-движения с исповедующими, по их мнению, ксенофобию организациями, к которым относили ЛДПР.
В связи со своими высказываниями в эфире «Эхо Москвы» Людмила Алексеева обвинила Николая Алексеева в обмане и срыве договоренности об отсутствии Митрофанова. Однако гей-активист выступил с заявлением, в котором отрицал, что он лично был организатором этой пресс-конференции и давал какие-либо гарантии. В дальнейшем другой организатор пресс-конференции Алексей Давыдов заявил, что Людмила Алексеева в телефонном разговоре перепутала его с Николаем Алексеевым.
Николай Алексеев заявил, что высказывание Людмилы Алексеевой подрывает его репутацию и потребовал извинений. 22 октября 2010 года он обратился с иском против Людмилы Алексеевой суд. 15 апреля 2011 года Мещанский районный суд постановил, что высказывания Людмилы Алексеевой являлись её субъективным мнением, не подлежащим доказыванию или опровержению.

### Инцидент в телепрограмме Владимира Соловьёва «Поединок»
26 мая 2011 года Николай Алексеев принимал участие в телепрограмме Владимира Соловьёва «Поединок» по теме «Запрет гей-парада в Москве». Его оппонентом был депутат Государственной Думы, член партии «Единая Россия» Александр Хинштейн. В середине передачи слово взяла Диля Еникеева. После одной из реплик этого выступления Николай Алексеев обвинил её во лжи, сопроводив это эпитетом «чучело в шляпе», и покинул студию в знак протеста против, по его мнению, предвзятого к нему отношения со стороны ведущего передачи. Вслед за ним студию покинуло около десятка его сторонников. Издание The New York Times, описывая эпизод, отметило: 

«Но дискуссия быстро приняла дурной оборот; враждебные и проникнутые нетерпимостью замечания звучали не только из уст оппонентов Алексеева, но и от ведущего программы, который в какой-то момент приравнял гомосексуализм к педофилии. Когда же некая женщина в широкополой шляпе [Еникеева] завела длинный монолог о „гомосексуальном экстремизме“, Алексеев не выдержал. Обозвав женщину лгуньей и „чучелом в шляпе“, он сорвал со стойки микрофон и покинул сцену. Любой разговор о правах геев в России сегодня неизбежно будет напряжённым. А если в нём участвует г-н Алексеев, то и взрывоопасным».
Комментируя это событие, писательница Мария Арбатова высказала мнение: «Конечно, Николай не прав, что назвал Дилю Еникееву чучелом. … Конечно, не прав, что убежал. Но и Соловьёв не прав, что не оборвал Еникееву на совершенно дискриминационной постановке вопроса об агрессивности геев». Со своей стороны, ведущий программы Владимир Соловьёв высказал мнение, что Николай Алексеев этим своим невыдержанным поведением в публичном выступлении нанёс урон ЛГБТ-движению и что декларируемые Алексеевым принципы терпимости и толерантности в данном случае разошлись с реальностью.[уточнить]

### Судебные иски против Виталия Милонова
В марте-апреле 2012 года Николай Алексеев подал два судебных иска против автора законопроекта по запрету «пропаганды гомосексуализма» в Санкт-Петербурге Виталия Милонова. Первым поводом для обращения в суд послужил ряд публичных высказываний Милонова в адрес гей-активиста, в частности, о том, что ему «срочно нужно оправдывать те средства, которые он получает в виде западных грантов». Николай Алексеев посчитал высказывания порочащими его честь, достоинство и деловую репутацию, потребовал опровержения сведений о его финансировании за счёт западных грантов, а также принесения извинений и выплаты компенсации морального вреда в размере одного миллиона рублей.
Вслед за этим в телерепортаже о начавшемся суде Виталий Милонов со смехом назвал гей-активиста «женщиной»: «По поводу девушки, да. Он не девушка, да, он, может быть, женщина. Он чувствует себя кем-то другим». Николай Алексеев счёл заявление оскорбительным, подал второй иск о защите чести и достоинства и заявил: «Если суд посчитает, что высказывания г-на Милонова соответствуют действительности и не могут порочить честь и достоинство, то я сразу же обращусь с заявлением в российский ЗАГС о регистрации своего брака с мужчиной. Ведь в этом случае мой женский пол будет официально признан в судебном решении».
Октябрьский районный суд Санкт-Петербурга отказал в удовлетворении исковых требований, после чего Николай Алексеев заявил, что намерен обжаловать решение во всех инстанциях, вплоть до Верховного суда РФ и ЕСПЧ. По мнению представителя Виталия Милонова Родиона Юрьева, суд защитил свободу слова, право свободно высказывать своё мнение, в том числе в достаточно резкой форме.

## Критика

### Критика со стороны общественных деятелей
Ряд общественных деятелей и представителей религии выступает против акций гей-прайда и других кампаний, проводимых Николаем Алексеевым, рассматривая такие акции в качестве «пропаганды гомосексуализма» и называя их «безнравственными» и «греховными» действиями. Оппоненты движения за права человека в отношении ЛГБТ обвиняют его в «растлении молодёжи», «подрыве или обострении демографического кризиса», «оскорблении чувств верующих», «нарушении прав большинства», «навязывании чуждых ценностей» и «потери нравственных ориентиров», «разрушении традиционной культуры, семьи» и, как следствие, в «угрозе национальной безопасности». При этом, как правило, осуждение и критика касается всего правозащитного ЛГБТ-движения как такового, а не личности Николая Алексеева и не только проводимых им мероприятий. Так, член комитета Госдумы по безопасности Александр Хинштейн в связи с намерением проведения гей-прайда в 2006 году заявил:

«Гомосексуалистов никто не лишает права жить так, как они хотят, и с тем, с кем хотят, поэтому не надо лезть в общество, пропагандировать свой образ жизни».
Дьякон Андрей Кураев об инициативе гей-парадов Алексеева высказался: 

«Когда двадцать лет назад эти „парадчики“ начинали свой бесславный путь, они говорили о том, что нужно отменить соответствующую статью Уголовного кодекса, так как то, что происходит в закрытой комнате между двумя взрослыми людьми, не должно никого касаться. Мы им поверили и статью отменили. Теперь они заявляют, что это должно касаться всех. Хотели тёмной комнаты — там и оставайтесь. Зачем при этом вылезать на улицу?»
Сопредседатель организации «Народный собор» Владимир Хомяков сравнил Николая Алексеева с Гапоном в отношении ЛГБТ-сообщества, обвиняя в намеренном инициировании насилия в отношении ЛГБТ. Алексеева также часто называют «проводником западного влияния», который «старается дестабилизировать ситуацию» в России и испортить её международный имидж, в способствовании «разрушению страны». Священник Даниил Сысоев обвинял его в наведении гнева Бога и намерении превратить Москву в «Московское море» наподобие Содому и Гоморре, как это уже произошло (по его убеждению) с Новым Орлеаном и Паттайей за организацию там гей-прайдов.
Правозащитница Людмила Алексеева высказывала критические отзывы о Николае Алексееве, в частности, мнение, что он занимается самопиаром, после подачи им судебного иска против неё.
Московские гражданские активисты Евгения Отто и Игорь Ясин критикуют Николая Алексеева за то, что он, делая упор на широком освещении прессой своих акций, по их мнению, не способен аргументированно озвучить насущные проблемы ЛГБТ-сообщества России во время своих публичных выступлений.

### Критика со стороны представителей ЛГБТ-сообщества
Некоторые представители ЛГБТ-сообщества России выступают с критикой деятельности Николая Алексеева, считая её «несвоевременной» и «провокационной». В 2006 году несколько ЛГБТ-организаций выступили против проведения гей-прайда. Они утверждали, что в России уровень толерантности крайне низок, и что в такой обстановке люди не поймут смысл акции либо акция будет воспринята как вызов и приведёт к вспышке насилия. В связи с этим они охарактеризовали гей-парад в России в качестве «опасной авантюры».
Главный редактор гей-журнала «Квир» Эдуард Мишин заявил, что «никаких проблем геев гей-парад не решит», что «этот гей-парад был задуман только как пиар одного человека». Однако немногим далее он продолжил: «Запрещать его было бы несправедливо, и я сам лично буду бороться за то, чтобы такие парады разрешали. Хотя участвовать в них не буду».
Пять лет спустя другой главный редактор журнала «Квир» Владимир Волошин заявил: 

«В Москве более миллиона геев, но парады никому не интересны. Зачем бороться за права геев, если нас и так не притесняют. …На Тверской каждый вечер парад геев. Сотни и тысячи гомосексуалистов прогуливаются туда-обратно, завязывая новые знакомства. И их никто не разгоняет, в лицо не плюет. Бучу подымает только этот никому не известный Алексеев и исключительно ради того, чтобы увидеть свою фотографию в западной прессе».
Глава Российской ЛГБТ-сети Игорь Кочетков (Петров) в интервью 2010 года озвучил тезис, часто высказываемый в качестве критики в адрес Николая Алексеева и других участников движения GayRussia.Ru, об отсутствии ведения диалога с властями:

«…Но мне кажется, что проблема заключается в нежелании, причём, нежелании обеих сторон, нежелании вести диалог. Существует конфронтация, своего рода „холодная война“, например, между мэрией Москвы и организаторами московского прайда. И никто, ни одна из сторон не пыталась просто элементарно сесть за стол переговоров, обсудить возможные компромиссные варианты. В этом главная проблема. И, к сожалению, никакие судебные решения, в том числе решение Европейского суда по правам человека, не отменяют необходимости такого диалога».
 Руководитель ЛГБТ-сети также высказал критику деятельности организаторов гей-прайда в том, что в результате проведения их акций происходит разделение мнений в обществе, которое препятствует гей-активистам быть понятыми. Однако в 2011 году, после разгона очередного московского гей-прайда, Российская ЛГБТ-сеть выступила с заявлением, осуждающим действия власти. В этом заявлении, в частности, говорится, что «открытое обсуждение в обществе проблем ЛГБТ-сообщества неизбежно приводит к столкновению противоположных, а зачастую и враждебных, мнений», и что ответственность за ведение цивилизованного диалога лежит на представителях государственной власти.
В феврале 2011 года накануне его тура в США в адрес Николая Алексеева были выдвинуты обвинения в антисемитских высказываниях. Инициатором этих обвинений выступил активист Скотт Лонг, в прошлом совершавший выпады и выдвигавший ложные обвинения в адрес британского соратника Алексеева Питера Тетчелла. Обвинение в антисемитизме в адрес Николая Алексеева ссылалось на краткую реплику в его блоге ЖЖ: «Премьер-министр Израиля призвал западных лидеров поддержать египетского диктатора Мубарака… и кто после этого евреи? На самом деле я и раньше знал, кто они». В результате этих обвинений у Алексеева были проблемы с организацией тура в США.
Во время визита в Колумбийский университет Николай Алексеев отверг обвинения в антисемитизме, сообщив, в частности, о своих родственных связях с евреями и об уважении к памяти евреев, погибших во время геноцида в Германии. Он заявил, что «твёрдо уверен в правах человека и равенстве для всех, независимо от любых личных особенностей, будь то сексуальная ориентация, раса, пол, национальная принадлежность или этническое происхождение, религия или какое-либо другое основание».

## Награды и поддержка

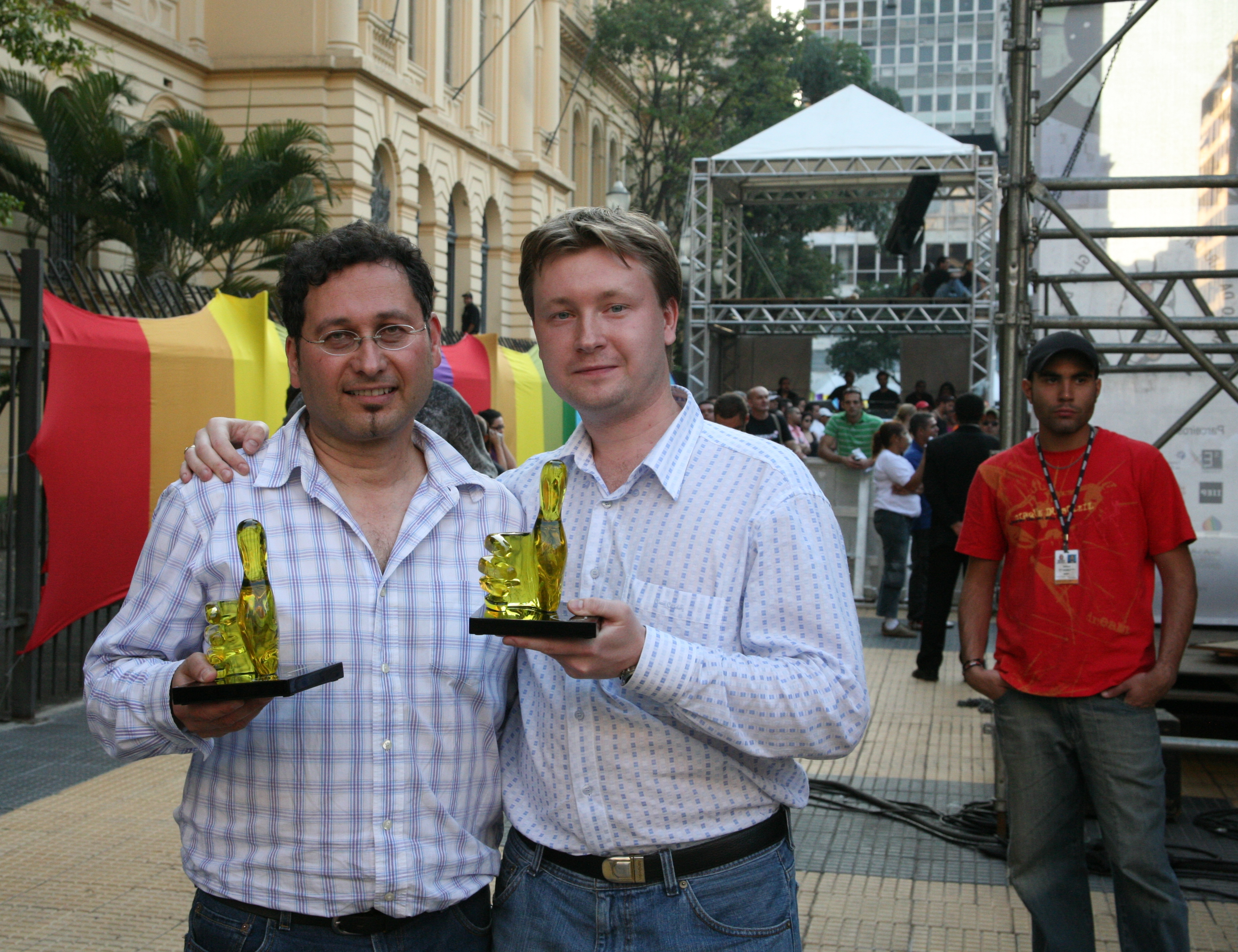
После награждения в Сан-Паулу.

Деятельность и ЛГБТ-активизм Николая Алексеева получили поддержку зарубежных ЛГБТ-организаций:
- В 2006 году Николай Алексеев вместе с другими соорганизаторами Московского гей-прайда получил награду Международной культурной сети лесбиянок и геев (IGLCN) «Grizzly Bear» «за выдающиеся и мужественные усилия перед лицом необычно жёсткой гомофобии»[178].
- В 2006 году он также удостоился в Лондоне награды Гуманистической ассоциации геев и лесбиянок (GALHA) «за его мужество в борьбе с гомофобией в России и других странах»[179];
- В 2008 году ведущий американский гей-журнал «The Advocate» назвал Николая Алексеева, наряду с тремя активистами из Непала, Нигерии и Чили, «Мировым прайд-бойцом» (Global Pride Warrior)[180];
- В 2008 году он также удостоился «Награды героя» в Лос-Анджелесе «за его попытки проведения полноценных прайдов» в ходе мероприятия «Mr Gay International» в Голливуде[181];
- В 2008 году Алексеев получил награду организаторов гей-прайда Сан-Паулу[182];
- В 2009 году «Радио Свобода» назвало Николая Алексеева «Человеком недели» после организации Славянского гей-прайда в Москве в день финала «Евровидения»[183]. В этом радиоэфире британский гей-активист Питер Тэтчелл о Николае Алексееве заявил:

«Николай решил попытаться что-то сделать, чтобы отстоять законные права российских геев и лесбиянок. … Его не страшили репрессии, его не удалось запугать… У Николая крепло убеждение, что единственный способ противостоять этим репрессиям, — активно бороться с ними. В ходе этой борьбы многие, потерпев поражение, отошли от неё, другие попрятались, третьи были запуганы. Николаю же всё это лишь прибавляло мужества и настойчивости в борьбе с гомофобным российским государством. Конечно, это требует бойцовского характера, незаурядной воли, неудержимой страсти и идеализма. И это то, что отличает Николая Алексеева».
- В ноябре 2009 года Николай Алексеев от имени Оргкомитета Московского гей-прайда получил награду Европейского колледжа (Europahøjskolen) за вклад в борьбу за торжество европейских ценностей и гражданских прав, включая право на свободу слова и свободу собраний[184];
- В июле 2010 года Николай Алексеев получил «Награду героя» в международной номинации, присуждённую оргкомитетом Ванкуверского гей-прайда. 1 августа 2010 года Николай Алексеев стал маршалом гей-парада в Ванкувере[29].
- В мае 2011 года, в преддверии шестого московского гей-прайда, писательница и феминистка Мария Арбатова охарактеризовала Николая Алексеева как «самого серьёзного российского политика, защищающего права гомосексуалов»[157].

## Фильмография

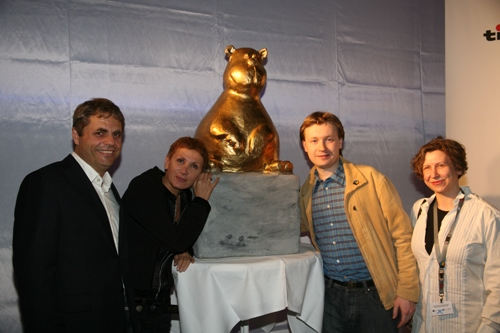
На Берлинском кинофестивале.

В 2007 году Николай Алексеев выступил продюсером документального фильма «Москва. Pride ‘06» режиссёра Владимира Иванова, повествующего о событиях первого фестиваля Московского гей-прайда с 25 по 28 мая 2006 года. Фильм стал частью официальной программы Берлинского кинофестиваля в секции «Панорама» в феврале 2007 года. За четыре года совместной работы Николай Алексеев и Владимир Иванов собрали несколько сотен часов видеозаписей о борьбе за права ЛГБТ-людей в России.
Документальный фильм немецкого режиссёра Йохена Хика (Jochen Hick) «East/West — Sex & Politics», включённый в официальную программу Берлинского кинофестиваля в секции «Панорама» в феврале 2008 года, повествует о попытках Николая Алексеева и его соратников организовать второй Московский гей-прайд.
Документальный фильм канадского режиссёра Боба Кристи (Bob Christie) "Beyond Gay: The Politics of Pride рассказывает об организации и проведении Николаем Алексеевым и его соратниками третьего Московского гей-прайда в 2008 году, а также включает кадры пребывания Николая Алексеева на гей-параде в Сан-Паулу в мае 2008 года и кадры его задержания в ходе первого Московского гей-прайда 27 мая 2006 года.
Документальный фильм австралийского режиссёра Логана Мухи «East Bloc Love» повествует об участии Николая Алексеева в организации Славянского гей-прайда в Минске в мае 2010 года.

## Выступления в СМИ
Николай Алексеев регулярно принимает участие в различных программах на российском и зарубежном телевидении и радио, посвящённых теме ЛГБТ:
- Николай Алексеев дважды принимал участие в телевизионном ток-шоу Владимира Соловьёва на телеканале «НТВ» «К барьеру!» (18 мая 2006 года выступила депутат ГосДумы Светлана Горячёва, а 21 июня 2007 года — депутат ГосДумы Александр Чуев)[125];
- В июне 2007 года телеканал «НТВ» посвятил Николаю Алексееву и разгону гей-прайда сюжет программы «Главный герой»[193];
- Он дважды выступал в студии журнала «The New Times»: в январе 2008 года его оппонентом стал режиссёр Николай Бурляев[194], а в июне 2008 года передача была посвящёна проведению третьего гей-прайда в Москве[195];
- 17 мая 2010 года Николай Алексеев принял участие в качестве героя программы «Честный понедельник» на телеканале «НТВ». Программа, участниками которой также стали политик Алексей Митрофанов и философ Александр Дугин[196];
- 26 мая 2011 года Николай Алексеев принял участие в программе Владимира Соловьёва «Поединок» по теме «Запрет гей-парада в Москве»[49]
- 21 февраля 2012 года участвовал на телевизионном «Пятом канале» в программе «Открытая студия», посвящённой законопроектам о запрете «пропаганды гомосексуализма» несовершеннолетним в российских регионах, вместе с автором такого законопроекта в Санкт-Петербурге депутатом Виталием Милоновым, членом Общественной Палаты Максимом Мищенко, писательницей Татьяной Огородниковой и адвокатом Дмитрием Бартеневым[197][198].
- 23 апреля 2012 года Николай Алексеев принял участие в программе «Честный понедельник» на телеканале «НТВ», в выпуске под названием «Думское большинство против сексуального меньшинства?», посвящённом законодательным инициативам по запрету «пропаганды гомосексуализма» среди несовершеннолетних. В программе вместе с ним участвовали: депутат Государственной Думы Алексей Митрофанов, журналист Сергей Соседов, сексолог Сергей Агарков, писатель Александр Проханов, политолог Сергей Марков и многодетная мать Татьяна Боровикова[199].

Николай Алексеев неоднократно выступал на радиостанции «Эхо Москвы»:
- «Состоится ли гей-парад в Москве?», «Ищем выход…», 2 августа 2005 года[25]
- «Ислам — инструмент цензуры?», «Кухня Андрея Черкизова», 18 февраля 2006 года[200]
- «Сексуальное большинство против сексуального меньшинства», «Выхода нет» 10 июня 2007 года[201]
- «Перспективы проведения гей-парада и кинофестиваля „Бок о бок“», посвящённого однополой любви", «Разворот», 24 января 2008 года[202]
- «Состоится ли гей-парад в Москве», «Разворот», 24 апреля 2008 года[203]
- «Народ против…», 1 мая 2008 года[204]
- «Состоится ли гей-парад в Москве?», «Разворот (утренний)», 16 мая 2009 года[205]
- «Нужно ли разрешить гей-парады в Москве», «Разворот», 21 октября 2010 года[51]

Николай Алексеев также выступал в эфире «Русской службы новостей»:
- 28 августа 2009 года совместно с Ириной Фет и Ириной Шипитько по теме признания однополых браков в России[206]
- 30 июня 2011 года в дискуссии с бывшим политическим обозревателем РИА Новостей Николаем Троицким, уволенным за резкие гомофобные высказывания в блоге Живого Журнала[207].

Николай Алексеев выступал в эфире Радио «Маяк»:
- 22 февраля 2012 года на тему проблем ЛГБТ-прав в России[23]
- 30 марта 2012 года на тему запрета «пропаганды гомосексуализма»[208].